# Рускова (комуна)
Рускова, Русково (рум. Ruscova) — комуна у повіті Марамуреш в Румунії. До складу комуни входить єдине село Русково.
Комуна розташована на відстані 397 км на північ від Бухареста, 53 км на схід від Бая-Маре, 123 км на північний схід від Клуж-Напоки.

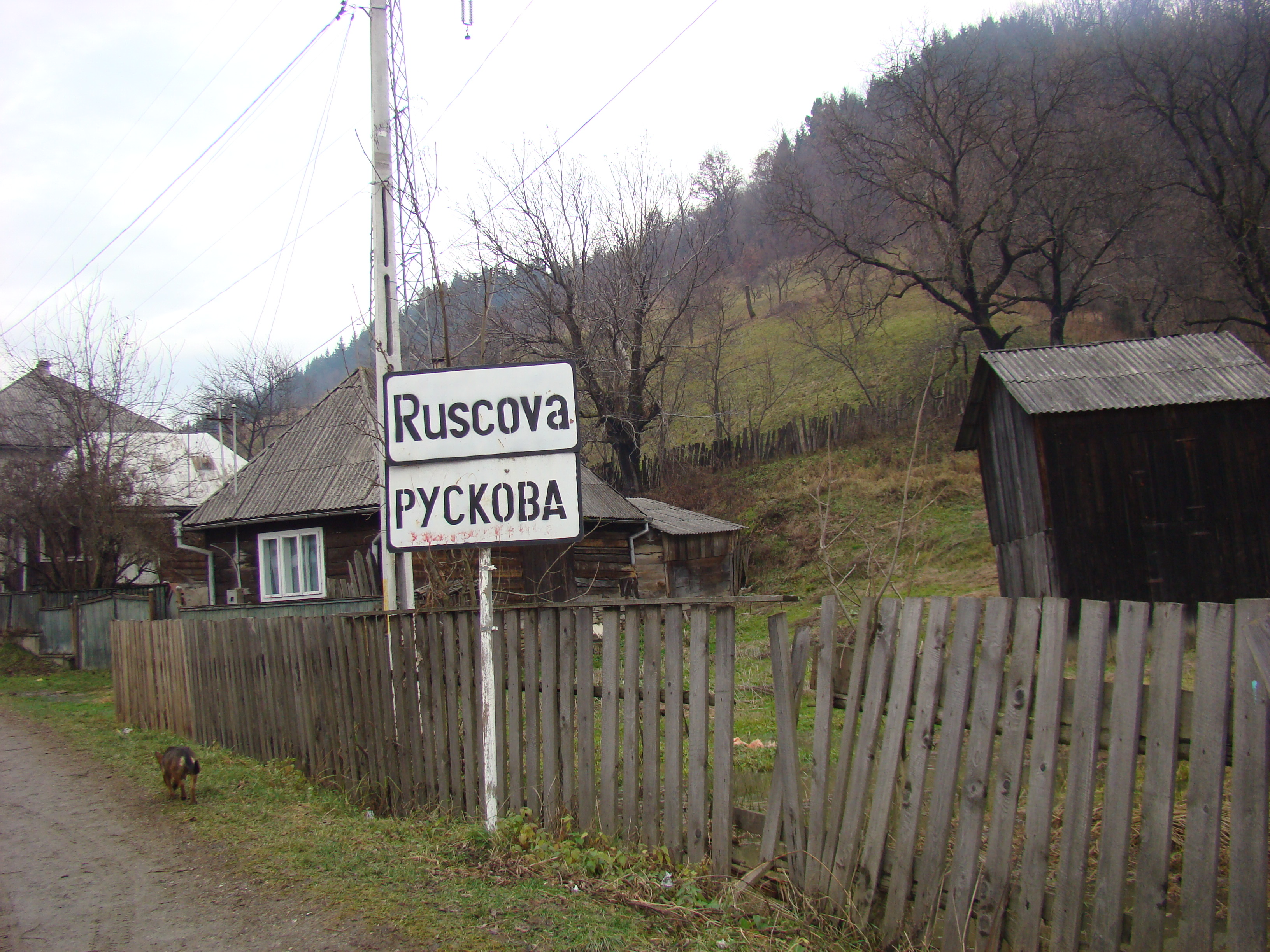
Назва села Рускова румунською та українською мовами.

## Населення
За даними перепису населення 2002 року у комуні проживали 4854 особи.
Національний склад населення комуни:
| Національність | Кількість осіб | Відсоток |
| -------------- | -------------- | -------- |
| українці       | 4578           | 94,3%    |
| румуни         | 161            | 3,3%     |
| цигани         | 109            | 2,2%     |
| угорці         | 3              | 0,1%     |
| німці          | 3              | 0,1%     |

Рідною мовою назвали:
| Мова       | Кількість осіб | Відсоток |
| ---------- | -------------- | -------- |
| українська | 4567           | 94,1%    |
| румунська  | 180            | 3,7%     |
| циганська  | 101            | 2,1%     |
| угорська   | 3              | 0,1%     |
| німецька   | 3              | 0,1%     |

Склад населення комуни за віросповіданням:
| Релігія                             | Кількість осіб | Відсоток |
| ----------------------------------- | -------------- | -------- |
| православні                         | 4194           | 86,4%    |
| п'ятдесятники                       | 550            | 11,3%    |
| адвентисти                          | 91             | 1,9%     |
| бретрени                            | 8              | 0,2%     |
| греко-католики                      | 5              | 0,1%     |
| римо-католики                       | 2              | < 0,1%   |
| старообрядці                        | 2              | < 0,1%   |
| реформати                           | 1              | < 0,1%   |
| лютерани (Аугсбурзького сповідання) | 1              | < 0,1%   |

## Відомі люди
- Лібер Іван — румунський композитор, диригент і збирач фольклору, представник української інтелігенції Румунії. Засновник хору «Зелена ліщина».